# 1618 w literaturze
Wydarzenia literackie w 1618 roku.

## Nowe książki
- polskie
  - Kasper Twardowski – Łódź młodzi z nawałności do brzegu płynąca
  - Stanisław Żółkiewski – Z swazoryjej Seneki filozofa i innych niektórych autorów zebrał żołnierz jeden w obozie pod Tatarzyszczami, z mężnych przykładów Pobudkę do cnoty
- zagraniczne
  - Goffred abo Jeruzalem wyzwolona Torquata Tassa, przekład Piotra Kochanowskiego

## Nowe dramaty
- polskie
  - Szymon Szymonowic – Pentesilea

## Urodzili się
- Abraham Cowley, angielski poeta